# Тугай (Гафурийский район)
Туга́й (баш. Туғай) — деревня в Гафурийском районе Башкортостана, входит в состав Саитбабинского сельсовета. На башкирском и татарском языках Тугай дословно переводится как извив, излучина (реки) или пойма, тугайные леса.

## Население
| 2002 | 2009 | 2010 |
| ---- | ---- | ---- |
| 95   | ↘92  | →92  |

Национальный состав
Согласно переписи 2002 года, преобладающая национальность — башкиры (99 %).

## Географическое положение
Расстояние до:
- районного центра (Красноусольский): 61 км,
- центра сельсовета (Саитбаба): 4 км,
- ближайшей ж/д станции (Белое Озеро): 74 км.

## Известные уроженцы
- Вахитов, Анур Хисматович (1932—1984) — башкирский писатель, член Союза писателей Башкирской АССР (1965), кандидат филологических наук (1965).
- Мажитов, Нияз Абдулхакович (1933—2015) — советский и российский археолог, вице-президент Академии наук Республики Башкортостан (2006—2012).

## Ссылки

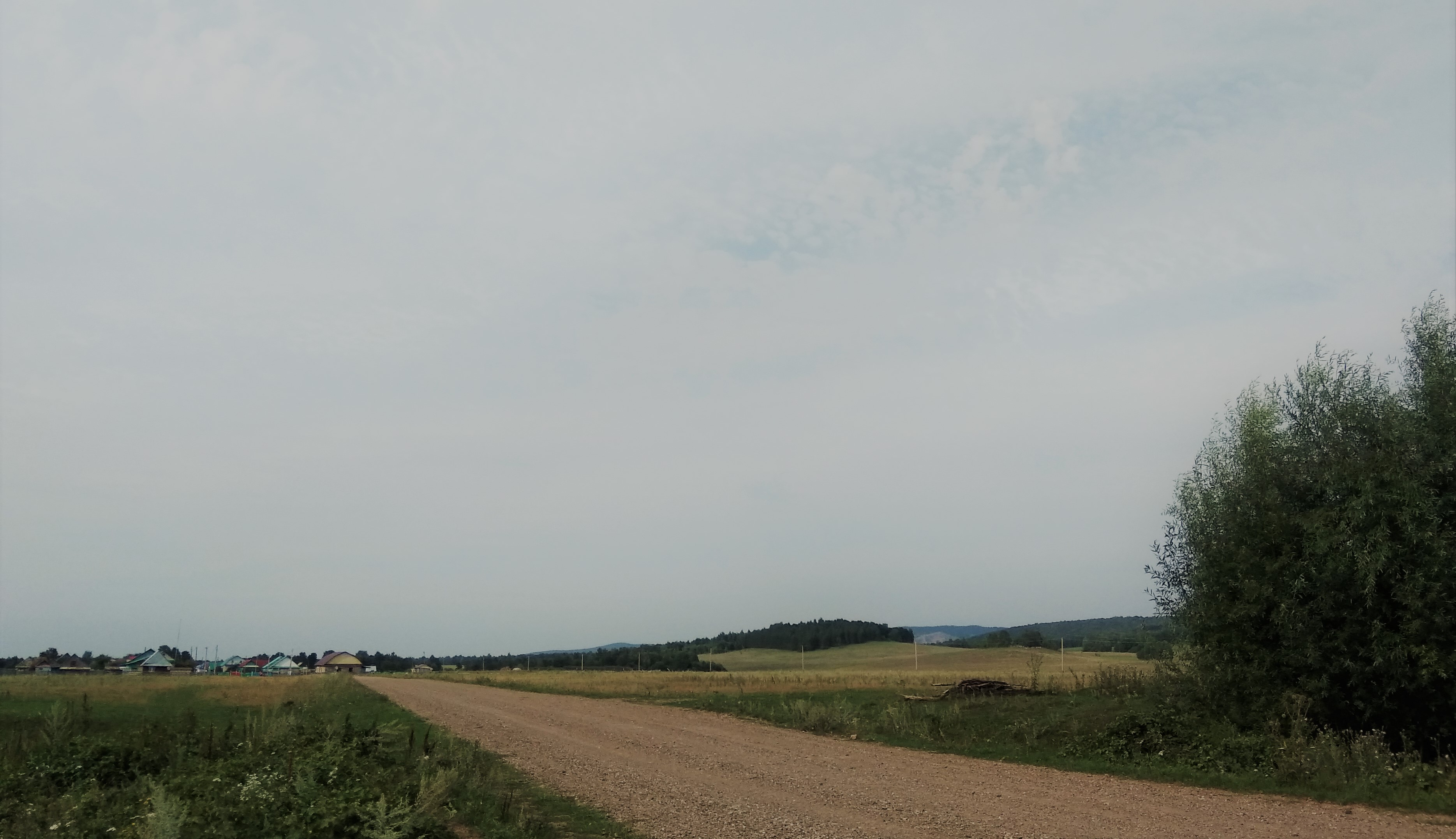
Вид на деревню